# Acciaroli
Acciaroli is een plaats (frazione) in de Italiaanse gemeente Pollica, provincie Salerno, en telt ongeveer 1000 inwoners.